# Micarea pycnidiophora
Micarea pycnidiophora är en lavart som beskrevs av Coppins & P. James. Micarea pycnidiophora ingår i släktet Micarea och familjen Pilocarpaceae.   Inga underarter finns listade i Catalogue of Life.